# Gmina Żarnowiec
Die Gmina Żarnowiec ist eine Landgemeinde im Powiat Zawierciański der Woiwodschaft Schlesien in Polen. Ihr Sitz ist die ehemalige Stadt, jetzt das gleichnamige Dorf mit etwa 740 Einwohnern.

## Gliederung
Zur Landgemeinde Żarnowiec gehören folgende Ortschaften mit einem Schulzenamt:
Brzeziny
Chlina
Jeziorowice
Koryczany
Łany Małe
Łany Średnie
Łany Wielkie
Małoszyce
Otola
Otola Mała
Udórz
Wola Libertowska
Zabrodzie
Żarnowiec